# HMS Quilliam (G09)
HMS Quilliam (G09) là một tàu khu trục lớp Q phục vụ cùng Hải quân Hoàng gia Anh Quốc. Được chế tạo vào giai đoạn Chiến tranh Thế giới thứ hai như một phần của Chương trình Khẩn cấp Chiến tranh, Quilliam được đặt lườn năm 1940, hạ thủy năm 1941 và đã phục vụ tại nhiều mặt trận trong chiến tranh. Sau khi xung đột kết thúc, nó được chuyển cho Hải quân Hoàng gia Hà Lan như là chiếc HNLMS Banckert (D801) và hoạt động từ năm 1946 đến năm 1956 và bị tháo dỡ năm 1957.

## Thiết kế và chế tạo
Quilliam được đặt lườn tại xưởng tàu của hãng R. and W. Hawthorn, Leslie and Company, Limited ở Hebburn-on-Tyne vào ngày 19 tháng 8 năm 1940. Nó được hạ thủy vào ngày 29 tháng 11 năm 1941, và được nhập biên chế vào ngày 22 tháng 10 năm 1942. Tên nó được đặt theo tên Đại úy Hải quân (sau là Đại tá Hải quân) John Quilliam, Đại úy thứ nhất trên chiếc HMS Victory trong trận Trafalgar

## Lịch sử hoạt động

### Phục vụ cùng Hải quân Hoàng gia Anh
Quilliam đã tham gia nhiều hoạt động trên cả mặt trận Đại Tây Dương và Thái Bình Dương. Vào ngày 20 tháng 5 năm 1945, đang khi tham gia Chiến dịch Iceberg, cuộc đổ bộ lên Okinawa, nó mắc tai nạn va chạm với tàu sân bay HMS Indomitable, khiến mũi tàu bị hư hại nặng. Nó vẫn đang được sửa chữa khi Chiến tranh Thế giới thứ hai kết thúc.

### Phục vụ cùng Hải quân Hoàng gia Hà Lan
Quilliam là một trong số sáu tàu khu trục lớp Q sống sót qua Thế Chiến II. Trong khi năm chiếc kia được chuyển cho Hải quân Hoàng gia Australia, riêng nó được chuyển cho Hải quân Hoàng gia Hà Lan vào ngày 21 tháng 11 năm 1945. Con tàu được đổi tên thành HNLMS Banckert, và được mang ký hiệu lườn D801. Nó được tái trang bị theo tiêu chuẩn Hà Lan, và được trang bị một mũi tàu mới trước khi được đưa vào phục vụ tại Đông Ấn thuộc Hà Lan.
Banckert đã hoạt động trong cuộc Cách mạng Quốc gia Indonesia. Từ ngày 10 đến ngày 12 tháng 5 năm 1947, nó đã ngăn chặn chiếc tàu buôn ven biển Anh NR. 4 Nanmei, vốn đã cung cấp vũ khí cho phía Indonesia tại vịnh Tapanoeli, và bắn phá các vị trí phòng thủ duyên hải Indonesia tại Sibolga. Nó cũng can dự vào việc chiếm đóng Tegal vào ngày 26 tháng 7, khi cung cấp một đơn vị đổ bộ. Sau khi tiến hành các cuộc tuần tra chống phản loạn, nó quay trở về Hà Lan vào tháng 8 năm 1948 để tái trang bị, vốn kéo dài cho đến ngày 19 tháng 9 năm 1949. Chiếc tàu khu trục đi đến căn cứ hải quân Soerabaja vào ngày 25 tháng 12 năm 1949, và đặt căn cứ tại đây cho đến ngày 9 tháng 12 năm 1950 khi nó được điều sang New Guinea thuộc Hà Lan. Nó rời khu vực Đông Nam Á để quay về Hà Lan vào ngày 20 tháng 8 năm 1951.
Quay trở về châu Âu, Banckert được bố trí tại căn cứ hải quân trong thành phần Hải đội Huấn luyện châu Âu của Hải quân Hà Lan. Nó được loại bỏ vào tháng 4 năm 1952; được rút khỏi danh sách Đăng bạ Hải quân vào ngày 19 tháng 10 năm 1956 và được bán cho hãng Jos de Smedt ở Antwerp để tháo dỡ vào ngày 1 tháng 2 năm 1957.